# Muara Malinto Baru
Muara Malinto Baru is een bestuurslaag in het regentschap Padang Lawas van de provincie Noord-Sumatra, Indonesië. Muara Malinto Baru telt 512 inwoners (volkstelling 2010).